# Championnats pan-pacifiques 1993
Navigation
Édition précédente Édition suivante
Les 5es Championnats pan-pacifiques se déroulent à Kobe ( Japon), du 12 au 15 août 1993. 

## Tableau des médailles
| Rang | Nation           | Or | Argent | Bronze | Total |
| ---- | ---------------- | -- | ------ | ------ | ----- |
| 1    | États-Unis       | 23 | 11     | 11     | 45    |
| 2    | Australie        | 8  | 17     | 5      | 30    |
| 3    | Japon            | 1  | 3      | 9      | 13    |
| 4    | Nouvelle-Zélande | 1  | 1      | 3      | 5     |
| 5    | Costa Rica       | 1  | 1      | 1      | 3     |
| 6    | Canada           | 0  | 1      | 5      | 6     |
|      | Total            | 34 | 34     | 34     | 102   |

## Podiums

### Hommes
| Épreuves           | Or                                                              | Or             | Argent          | Argent         | Bronze           | Bronze         |
| ------------------ | --------------------------------------------------------------- | -------------- | --------------- | -------------- | ---------------- | -------------- |
| Nage libre         |                                                                 |                |                 |                |                  |                |
| 50 m               | Jon Olsen                                                       | 22 s 68        | Joe Hudepohl    | 22 s 95        | Dean Kondziolka  | 23 s 16        |
| 100 m              | Jon Olsen                                                       | 49 s 73        | Chris Fydler    | 50 s 02        | John Steel       | 50 s 12        |
| 200 m              | Josh Davis                                                      | 1 min 48 s 50  | Trent Bray      | 1 min 49 s 69  | Ugur Taner       | 1 min 49 s 80  |
| 400 m              | Kieren Perkins                                                  | 3 min 49 s 43  | Daniel Kowalski | 3 min 52 s 18  | Chad Carvin      | 3 min 52 s 46  |
| 800 m              | Kieren Perkins                                                  | 7 min 50 s 51  | Daniel Kowalski | 7 min 56 s 95  | Chad Carvin      | 8 min 00 s 36  |
| 1 500 m            | Kieren Perkins                                                  | 14 min 55 s 92 | Daniel Kowalski | 15 min 06 s 77 | Carlton Bruner   | 15 min 16 s 64 |
| Dos                |                                                                 |                |                 |                |                  |                |
| 100 m              | Jeff Rouse                                                      | 54 s 85        | Brian Retterer  | 55 s 59        | Hajime Itoi      | 56 s 54        |
| 200 m              | Royce Sharp                                                     | 1 min 59 s 211 | William Schwenk | 2 min 00 s 08  | Ryuji Horii      | 2 min 00 s 68  |
| Brasse             |                                                                 |                |                 |                |                  |                |
| 100 m              | Phil Rogers                                                     | 1 min 01 s 56  | Akira Hayashi   | 1 min 01 s 82  | Seth van Neerden | 1 min 02 s 35  |
| 200 m              | Phil Rogers                                                     | 2 min 13 s 50  | Jon Cleveland   | 2 min 14 s 31  | Eric Wunderlich  | 2 min 15 s 47  |
| Papillon           |                                                                 |                |                 |                |                  |                |
| 100 m              | Mark Henderson                                                  | 53 s 91        | Seth Pepper     | 54 s 27        | Danyon Loader    | 54 s 35        |
| 200 m              | Danyon Loader                                                   | 1 min 58 s 30  | Scott Miller    | 1 min 58 s 47  | Mitsuharu Takane | 2 min 00 s 77  |
| 4 nages            |                                                                 |                |                 |                |                  |                |
| 200 m              | Matthew Dunn                                                    | 2 min 01 s 52  | Greg Burgess    | 2 min 01 s 54  | Trip Zedlitz     | 2 min 03 s 38  |
| 400 m              | Matthew Dunn                                                    | 4 min 19 s 05  | Tom Dolan       | 4 min 20 s 72  | Matt Hooper      | 4 min 21 s 98  |
| Relais             |                                                                 |                |                 |                |                  |                |
| 4x100 m nage libre | États-Unis Joe Hudepohl Seth Pepper David Fox Jon Olsen         | 3 min 17 s 50  | Australie       | 3 min 20 s 53  | Canada           | 3 min 22 s 01  |
| 4x200 m nage libre | États-Unis Greg Burgess Chris Eckerman Uger Taner Josh Davis    | 7 min 18 s 66  | Australie       | 7 min 25 s 11  | Nouvelle-Zélande | 7 min 26 s 28  |
| 4x100 m 4 nages    | États-Unis Jeff Rouse Seth van Neerden Mark Henderson Jon Olsen | 3 min 39 s 52  | Australie       | 3 min 41 s 56  | Japon            | 3 min 43 s 22  |

### Femmes
| Épreuves           | Or                                                                      | Or             | Argent          | Argent         | Bronze            | Bronze         |
| ------------------ | ----------------------------------------------------------------------- | -------------- | --------------- | -------------- | ----------------- | -------------- |
| Nage libre         |                                                                         |                |                 |                |                   |                |
| 50 m               | Jenny Thompson                                                          | 25 s 60        | Angel Martino   | 25 s 78        | Jessica Amey      | 26 s 06        |
| 100 m              | Jenny Thompson                                                          | 55 s 25        | Susie O'Neill   | 55 s 80        | Angel Martino     | 55 s 97        |
| 200 m              | Claudia Poll                                                            | 1 min 58 s 85  | Nicole Haislett | 1 min 58 s 95  | Suzu Chiba        | 1 min 59 s 56  |
| 400 m              | Janet Evans                                                             | 4 min 07 s 47  | Claudia Poll    | 4 min 09 s 61  | Suzu Chiba        | 4 min 10 s 67  |
| 800 m              | Janet Evans                                                             | 8 min 23 s 72  | Hayley Lewis    | 8 min 26 s 86  | Claudia Poll      | 8 min 33 s 80  |
| 1 500 m            | Hayley Lewis                                                            | 16 min 04 s 84 | Stacey Gartrell | 16 min 10 s 42 | Alexis Larsen     | 16 min 19 s 03 |
| Dos                |                                                                         |                |                 |                |                   |                |
| 100 m              | Lea Loveless                                                            | 1 min 01 s 35  | Barbara Bedford | 1 min 01 s 54  | Yoko Koikawa      | 1 min 03 s 21  |
| 200 m              | Barbara Bedford                                                         | 2 min 10 s 97  | Lea Loveless    | 2 min 11 s 42  | Leigh Habler      | 2 min 13 s 89  |
| Brasse             |                                                                         |                |                 |                |                   |                |
| 100 m              | Anita Nall                                                              | 1 min 09 s 11  | Samantha Riley  | 1 min 09 s 18  | Guylaine Cloutier | 1 min 09 s 93  |
| 200 m              | Anita Nall                                                              | 2 min 28 s 40  | Rebecca Brown   | 2 min 28 s 42  | Kristine Quance   | 2 min 28 s 75  |
| Papillon           |                                                                         |                |                 |                |                   |                |
| 100 m              | Jenny Thompson                                                          | 59 s 33        | Susie O'Neill   | 59 s 86        | Petria Thomas     | 1 min 01 s 03  |
| 200 m              | Rie Shito                                                               | 2 min 10 s 36  | Mika Haruna     | 2 min 11 s 64  | Julie Majer       | 2 min 11 s 88  |
| 4 nages            |                                                                         |                |                 |                |                   |                |
| 200 m              | Allison Wagner                                                          | 2 min 12 s 54  | Hitomi Maehara  | 2 min 14 s 60  | Elli Overton      | 2 min 15 s 45  |
| 400 m              | Kristine Quance                                                         | 4 min 39 s 25  | Allison Wagner  | 4 min 41 s 22  | Hayley Lewis      | 4 min 44 s 13  |
| Relais             |                                                                         |                |                 |                |                   |                |
| 4x100 m nage libre | États-Unis Jenny Thompson Melanie Valerio Nicole Haislett Angel Martino | 3 min 42 s 56  | Australie       | 3 min 46 s 20  | Canada            | 3 min 47 s 55  |
| 4x200 m nage libre | États-Unis Jenny Thompson Nicole Haislett Janet Evans Sarah Anderson    | 8 min 06 s 28  | Australie       | 8 min 08 s 73  | Japon             | 8 min 08 s 74  |
| 4x100 m 4 nages    | États-Unis Jenny Thompson Lea Loveless Anita Nall Angel Martino         | 4 min 04 s 90  | Australie       | 4 min 08 s 10  | Japon             | 4 min 10 s 08  |